# Jane Baxter
Pour les articles homonymes, voir Baxter.
Feodora Kathleen Alice Forde — née le 9 septembre 1909 à Brême (Land de Brême), morte le 13 septembre 1996 à Londres (Angleterre) — est une actrice britannique, connue sous le nom de scène de Jane Baxter.

## Biographie
D'ascendance allemande par sa mère, Jane Baxter étudie l'art dramatique en Angleterre et joue au théâtre durant toute sa carrière d'actrice, principalement à Londres (où elle meurt à 87 ans, en 1996). Exception notable, elle se produit une fois à Broadway (New York) en 1947, dans L'Importance d'être Constant d'Oscar Wilde, aux côtés de Pamela Brown, Robert Flemyng, John Gielgud et Margaret Rutherford.
Au cinéma, elle contribue à vingt-huit films britanniques, les deux premiers sortis en 1930, les deux derniers en 1952. Mentionnons Tessa, la nymphe au cœur fidèle de Basil Dean (1933, avec Brian Aherne et Leonora Corbett) et The Man behind the Mask de Michael Powell (1936, avec Hugh Williams et Maurice Schwartz).
S'y ajoutent trois films américains sortis en 1934 et 1935, dont Résurrection de Rouben Mamoulian (1934, avec Anna Sten et Fredric March).
Pour la télévision britannique, Jane Baxter apparaît dans dix séries entre 1952 et 1976, dont Maîtres et Valets (un épisode, 1973) et Les Mystères d'Orson Welles (un épisode, 1973).

## Filmographie partielle

### Cinéma
(films britanniques, sauf mention contraire)
- 1930 : Bedrock de Carlyle Blackwell (court métrage) : Rosie
- 1931 : Down River de Peter Godfrey : Hilary Gordon
- 1932 : Two White Arms de Fred Niblo : Alison Drury
- 1933 : Tessa, la nymphe au cœur fidèle (The Constant Nymph) de Basil Dean : Antonia Sanger
- 1934 : Blossom Time de Paul L. Stein : Vicky Wimpassinger
- 1934 : Girls Please! de Jack Raymond : Renée van Hoffenheim
- 1934 : Résurrection (We Live Again) de Rouben Mamoulian (film américain) : Missy Kortchagin
- 1934 : Le Clairvoyant (The Clairvoyant) de Maurice Elvey : Christine
- 1935 : Line Engaged de Bernard Mainwaring : Eva Rutland
- 1935 : The Night of the Party de Michael Powell : Peggy Studholme
- 1935 : Avril enchanté (Enchanted April) d'Harry Beaumont (film américain) : Lady Caroline Dexter
- 1935 : Drake of England d'Arthur B. Woods : Elizabeth Sydenham
- 1936 : Dusty Ermine de Bernard Vorhaus : Linda Kent
- 1936 : The Man behind the Mask de Michael Powell : Lady June Slade
- 1938 : The Ware Case de Robert Stevenson : Lady Margaret « Meg » Ware
- 1938 : Second Best Bed de Tom Walls : Patricia Lynton
- 1939 : Murder Will Out de Roy William Neill : Pamela Raymond
- 1940 : Confidential Lady d'Arthur B. Woods : Jill Trevor
- 1940 : The Chinese Bungalow de George King : Charlotte Merivale
- 1952 : Death of an Angel de Charles Saunders : Mary Welling
- 1952 : All Hallowe'en de Michael Gordon (court métrage américano-britannique) : Lady DeVille

### Télévision
(séries)
- 1956 : Douglas Fairbanks, Jr., Presents, saison 4, épisode 30 Mister Purley's Profession de Leslie Arliss : Martha
- 1973 : Maîtres et Valets (Upstairs, Downstairs), saison 3, épisode 3 A Change of Scene : Lady Newbury
- 1973 : Les Mystères d'Orson Welles (Orson Welles' Great Mysteries), saison unique, épisode 17 Farewell to the Faulkners de Peter Sykes : Harriet Faulkner

## Théâtre (sélection)
(pièces jouées à Londres, sauf mention contraire)
- 1928-1929 : A Damsell in Distress de Ian Hay et P. G. Wodehouse
- 1932 : The Mid Shipmaid de Ian Hay et Stephen King Hall
- 1939 : George and Margaret de Gerald Savoy
- 1943 : While the Sun Shines de Terence Rattigan
- 1947 : L'Importance d'être Constant (The Importance of Being Earnest) d'Oscar Wilde, mise en scène de John Gielgud (Broadway) : Cecily Cardew
- 1948 : Ambassador Extraordinary de William Douglas-Home
- 1950 : The Holly and the Ivy de Wynyard Browne
- 1952 : Dial M for Murder de Frederick Knott[1]
- 1953 : Aren't We All? de Frederick Lonsdale
- 1955 : The Shadow of Doubt de Norman King
- 1957 : Be My Guest! de Mary Jukes
- 1960 : The More the Merrier de Ronald Millar
- 1966 : A Friend Indeed de William Douglas-Home
- 1971 : Cher Antoine ou l'Amour raté (Dear Antoine) de Jean Anouilh (festival de théâtre de Chichester)